# Río Arba de Luesia
Río Arba de Luesia este o arie protejată (arie specială de conservare — SAC, sit de importanță comunitară — SCI) din Spania întinsă pe o suprafață de 328,66 ha, integral pe uscat.

## Localizare
Centrul sitului Río Arba de Luesia este situat la coordonatele 42°20′59″N 1°03′44″W / 42.3496°N 1.06215°V.

## Înființare
Situl Río Arba de Luesia a fost declarat sit de importanță comunitară în iulie 2000 pentru a proteja 3 specii de animale. Situl a fost protejat și ca arie specială de conservare în februarie 2021.

## Biodiversitate
Situată în ecoregiunea mediteraneană, aria protejată conține 4 habitate naturale: Râuri de munte și vegetația lor lemnoasă cu Salix elaeagnos, Pajiști umede mediteraneene cu ierburi înalte de Molinio-Holoschoenion, Păduri de Quercus ilex și Quercus rotundifolia, Galerii de Salix alba și de Populus alba.
La baza desemnării sitului se află mai multe specii protejate:
- nevertebrate (1): fluturele auriu (Euphydryas aurinia)
- pești (2): Achondrostoma arcasii, Parachondrostoma miegii

Pe lângă speciile protejate, pe teritoriul sitului au mai fost identificate 1 specie de plante, 16 specii de păsări, 4 specii de amfibieni, 3 specii de mamifere, 1 specie de nevertebrate, 3 specii de pești.